# Ермолаев, Михаил Кондратьевич
Михаи́л Кондра́тьевич Ермола́ев (3 августа 1881—1919) — член III Государственной Думы от Витебской губернии, крестьянин.

## Биография
Старообрядец, крестьянин села Мельница Малиновской волости Двинского уезда.
Окончил Двинское городское училище. В 1898—1902 годах служил телеграфистом 2-го класса на станции Двинск. Занимался земледелием (2 десятины надельной земли), торговал в мелочной лавке.
Состоял почетным попечителем кредитного товарищества. Был председателем Совета Двинской старообрядческой общины. Стал членом-учредителем Двинского отдела «Союза русского народа». Был женат.
В 1907 году был избран членом III Государственной думы от Витебской губернии. Входил во фракцию правых (1-я сессия), умеренно-правых (2-я сессия), с 3-й сессии — в русскую национальную фракцию. Состоял товарищем секретаря комиссии по старообрядческим делам, а также членом комиссий: земельной, по переселенческому делу, бюджетной, по местному самоуправлению, о мерах к упорядочению хлебной торговли. Отстаивал интересы старообрядцев. Выступал за упразднение сельской общины:

Спросил бы я теперь противников закона 9-го ноября, сторонников общины, почему они идут против свободы отдельных личностей? Ведь разве при общинном землевладении крестьяне не находятся в полной зависимости от общины, без согласия которой нельзя ввести какого-нибудь улучшения, какой-нибудь полезной реформы? Из этого выходит, что в общине существует известное насилие над отдельными личностями, и эти личности обязаны во всем подчиняться началу общинному против своих даже личных убеждений, и только в силу невозможности выйти из этого несчастного положения пребывали в ней.
В 1908 году был почетным членом 1-го Всероссийского христианского съезда в Москве. В августе 1917 участвовал в Государственном совещании в Москве.
27 марта 1919 года был арестован большевиками в Двинске среди 40 человек и выведен на расстрел в сторону крепости. Был легко ранен и завален трупами. Позднее выбрался из ямы и вернулся в город, где вновь был арестован и казнен.